# 若宮 (桶川市)
若宮（わかみや）は、埼玉県桶川市の町名。現行行政地名は若宮一丁目及び若宮二丁目。住居表示実施済み。郵便番号は363-0022。

## 地理
埼玉県の中央地域（県央地域）で、で桶川市南部の大宮台地上に位置する。北は泉、西は鴨川、南は朝日、上尾市の井戸木、東は南（駅の所在地）、寿に隣接している。また線路と道路の交差する地点の対角線上に西と神明がある。市内の大字川田谷にも小字として字若宮が存在する。一丁目は計画的な大規模開発が行われたが、二丁目は一戸建の住宅が密集した住宅地となっている。

### 地価
住宅地の地価は、2013年（平成25年）7月1日に公表された埼玉県の地価調査によれば、若宮2-10-5の地点で13万3000円/m2となっている。

## 歴史
それまでの大字桶川・大字町谷のうち高崎線の西側、いちょう通りより南、富士見通りより北の区域と当該区域内に入り組んだ桶川町の大字井戸木の一部について住居表示による地番整理を実施して新たに作られた。町名は従前の大字桶川の小字である若宮及び若宮南に由来する。
若宮の北側にあたる一丁目一帯は三井精機工業桶川工場を中心とした工業地域であったが、1981年（昭和56年）に三井精機工業桶川工場が比企郡川島町に移転し、工場跡地について区画整理を実施して再開発が行われた。駅西口ロータリーの整備、住宅・都市整備公団（現都市再生機構）による団地（パークタウン若宮）の建設、駅西口公園の整備、東武ストア「おけがわマイン」をキーテナントとした大型商業施設（パトリア桶川店）の建設が相次いで行われ、市の中心市街地及び住宅地となった。
その後、駅西口公園に隣接し県立文学館予定地として残されていた一角に県立文学館（さいたま文学館）及び市民ホールが建設され、予備用地とされ開発が遅れていたけやき通り南側についても住宅・都市整備公団による高層マンション（ビュータワーおけがわ）及び店舗が建設された。1995年（平成7年）には寿1丁目から移転した集配普通郵便局である桶川郵便局が設置された。再開発以前から存在した国鉄（現在はJR東日本）の変電所は残された。
- 1968年（昭和43年） - 桶川町大字桶川、大字井戸木の各一部から若宮一丁目、大字桶川、大字町谷、大字井戸木の各一部から若宮二丁目がそれぞれ住居表示を実施して成立[6][4]。
- 1970年（昭和45年）11月3日 - 桶川町が市制施行し、桶川市の町丁となる[4][7]。
- 1988年（昭和63年）10月 - 地内にパトリア桶川店（通称おけがわマイン）が開業する。
- 1989年（平成元年）5月1日 - 桶川市と上尾市との境界変更を実施、若宮二丁の一部[8]を上尾市に編入し、井戸木一丁目〜三丁目、中妻五丁目の各一部を桶川市側に編入する[9][10][11]。
- 1995年（平成7年）9月18日 - 地内に桶川郵便局が桶川市寿一丁目より移転する。
- 1997年（平成9年）11月22日 - 地内にさいたま文学館が開館する[12]。

### 殺人事件
1999年10月26日午後0時53分ごろ若宮一丁目の路上（パトリア桶川店1階入口から10メートル付近）で、当時跡見女子大学文学部国文科の2年生が殺傷されるストーカー殺人事件が発生した。この事件がストーカー規制法制定の理由の一つになったといわれている（桶川ストーカー殺人事件）。

## 世帯数と人口
2017年（平成29年）10月1日現在の世帯数と人口は以下の通りである。
| 丁目       | 世帯数    | 人口    |
| ---------- | --------- | ------- |
| 若宮一丁目 | 1,321世帯 | 2,828人 |
| 若宮二丁目 | 759世帯   | 1,690人 |
| 計         | 2,080世帯 | 4,518人 |

## 小・中学校の学区
市立小・中学校に通う場合、学区は以下の通りとなる。
| 丁目       | 番地 | 小学校             | 中学校             |
| ---------- | ---- | ------------------ | ------------------ |
| 若宮一丁目 | 全域 | 桶川市立朝日小学校 | 桶川市立桶川中学校 |
| 若宮二丁目 | 全域 | 桶川市立朝日小学校 | 桶川市立桶川中学校 |

## 交通
- JR東日本高崎線桶川駅[5]

### 道路
地区内に国道および主要地方道・一般県道は通っていない。
- けやき通り - 駅前通り
- あかしや通り - 上尾市側の並木通りと一体化で整備されている
- 富士見通り - 高崎線をアンダーパスで横断する
- 若宮イチョウ通り（市役所通り）
- 若宮中央ハナミズキ通り
- まろにえ通り

## 施設
駅前に位置するため多数の商業施設が立地する。
1丁目
- 桶川駅 - 敷地の約半分が若宮に掛かる。なお、桶川駅の所在地は桶川市南一丁目である。
- 桶川駅西口駅前広場
- ビュータワーおけがわ
- パークタウン若宮
- 駅西口公園
- 桶川市民ホール
- さいたま文学館
- JR東日本桶川変電所
- パトリア桶川店
  - 中央図書館（旧・駅西口図書館）
- 桶川郵便局
- 埼玉りそな銀行
- 三井住友銀行
- 桶川市桶川集会所
- カオル・キッズランド保育園
- 若宮神社

2丁目
- 若宮区画整理記念会館
- 若宮西公園